# Greg Wojt
Greg Wojt (ur. 22 listopada 1985 w Warszawie) – polski zawodnik futbolu kanadyjskiego w  lidze CFL. Grał na pozycji guard w Edmonton Eskimos. Absolwent Central Michigan University.

## Kariera w CFL
W 2008 został wybrany w drugiej rundzie draftu przez drużynę Edmonton Eskimos, wrócił jednak na uniwersytet aby dokończyć studia. W 2009 w swoim pierwszym sezonie w CFL był zawodnikiem rezerwowym. W sezonie 2010 zagrał w 17 meczach. W sezonie 2011 wystąpił w 14 meczach i został wybrany do drużyny All-Star dywizji zachodniej CFL. W 2016 roku zakończył karierę.